# Croydon
Pour les articles homonymes, voir Croydon.
 (avril 2015).
Le contenu est difficilement compréhensible vu les erreurs de traduction, qui sont peut-être dues à l'utilisation d'un logiciel de traduction automatique.

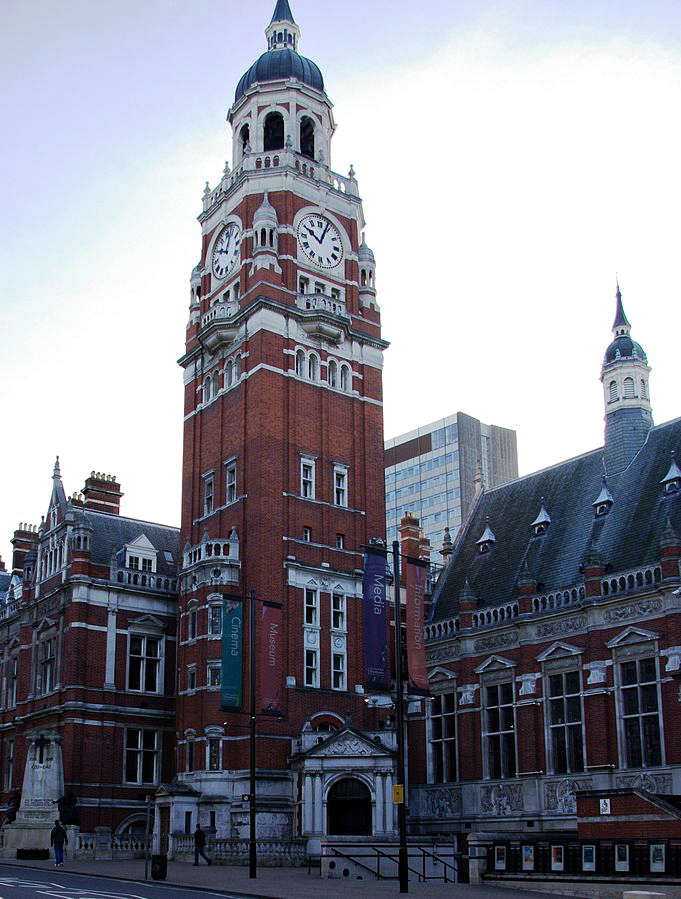
The Croydon Clocktower Art Centre et, à gauche, Croydon Town Hall.

Croydon est une ville de la banlieue sud de Londres située dans le district homonyme à 15,3 km de Charing Cross. Elle a une population de 52 104 habitants selon le recensement de 2011 comprenant Addiscombe, Broad Garden et Fairfield wards.
Historiquement, Croydon fait partie du Surrey. Au moment de la conquête normande de l'Angleterre, la localité avait une église, un moulin et près de 365 habitants (selon le Domesday Book de 1086). Croydon a grandi au cours du Moyen Âge comme une ville de marché et un centre de production de charbon de bois, de bière et de tannage du cuir.
Le Surrey Iron Railway reliant Croydon à Wandsworth fut inauguré en 1803 et a été le premier transport ferroviaire à traction hippomobile au monde. Il se développa ensuite en un important moyen de transport qui facilita la croissance de Croydon comme une ville de la banlieue londonienne et au-delà.
Durant le début du XXe siècle, Croydon est une importante zone industrielle, connue pour le travail des métaux, la fabrication de voitures et son aéroport. Une cinquantaine d’années plus tard, ces secteurs ont été remplacés par la vente au détail et l'économie de services, à la suite d'un réaménagement d'immeubles de bureaux et à la création du centre commercial Whitgift. Croydon a été rattaché dans le Grand Londres en 1965. La circulation routière est aujourd'hui détournée en grande partie du centre-ville piétonnier, mais sa principale gare ferroviaire, East Croydon, est encore un pôle majeur dans le système de transport ferroviaire national. 

localisation de Croydon dans le grand Londres

La ville devrait bénéficier d’une opération de réaménagement urbain dans le cadre de Croydon Vision 2020.[réf. nécessaire] Cette ville a été particulièrement touchée lors des émeutes à Londres en août 2011. 

## Origine du nom Croydon
Comme la grande majorité des noms de lieux dans la région sont d'origine anglo-saxonne, la théorie acceptée par la plupart des philologues est que le nom dérivé "Croydon" est originaire de l'Anglo-Saxon CROH, ce qui signifie "crocus", et "Denu" qui signifie "vallée", indiquant que, comme Saffron Walden (Essex), c'était un centre pour la culture du safran. Il a fait valoir que cette culture est susceptible d'avoir eu lieu à l'époque romaine, lorsque la fleur de safran aurait été cultivée afin d'approvisionner le marché de Londres, le plus probablement à des fins médicales, et en particulier pour le traitement de granulation des paupières. 
Alternative, moins probable, les théories de l'origine du nom ont été proposées. Selon John Corbett Anderson[réf. souhaitée], « La plus ancienne mention de Croydon est dans la volonté conjointe de Beorhtric et Aelfswth, datée vers l'an 962. Dans ce document anglo-saxon le nom est orthographié Crogdaene... Crog était, et est toujours, les Scandinaves ou un mot danois pour tortueux, qui s'exprime dans les pays anglo-saxon par miette, un mot totalement différent du danois. Ce terme décrit avec précision la localité, c'est une vallée tortueuse ou sinueuse, en référence à la vallée qui s'exécute dans un cours oblique en serpentine de Godstone à Croydon ». Anderson a réfuté une allégation, cité à l'origine par Andrew Coltee Ducarel, que le nom viendrait de l'ancien français pour "Chalk Hill", parce que le nom était utilisé au moins un siècle avant que la langue française ait été couramment utilisée après l'invasion normande[réf. souhaitée]. Cependant, il n'y avait aucune occupation danoise à long terme à Surrey, qui faisait partie de Wessex, et la nomenclature danoise dérivée est également hautement improbable. 
Plus récemment[Quand ?], David Bird[réf. souhaitée] a spéculé que le nom pourrait dériver d'un nom personnel, "Crocus". Il suggère un lien familial avec le Chrocus documenté, roi des Alamans, qui auraient joué un rôle dans la proclamation de Constantin Ier comme empereur à York en 306.

## Histoire
La ville se trouvait sur la ligne de la voie romaine de Londres à Portslade, et il existe des preuves archéologiques à petite échelle qui montre la colonie romaine dans la région. Il peut y avoir eu une mansio. Plus tard, aux Ve et VIIe siècles, un grand cimetière saxon païen était situé sur ce qui est maintenant Park Lane, bien que l'ampleur de tout règlement associé est inconnue. 
Durant la période saxonne, Croydon était le centre d'un domaine appartenant aux archevêques de Canterbury. L'église et le manoir des archevêques ont occupé la région encore connu sous le nom de la vieille ville. Les archevêques utilisaient le manoir comme un lieu occasionnelle de résidence. Les seigneurs du manoir ont dominé la ville pendant l'époque moderne, et comme les clients locaux continuent d'avoir une influence dans la vie de tous les jours, Croydon apparaît dans le livre de Domesday (1086). 
L'église avait été établie dans la période saxonne du milieu, et était probablement une église cathédrale, une base pour un groupe de membres du clergé vivant une vie communautaire. Une charte émise par le roi de Mercie Coenwulf se réfère à un conseil qui a eu lieu à proximité de la monasterium de Croydon. Une anglo-saxonne en 960 témoigne d'Elfsies, prêtre de Croydon. 
L'église est également mentionné dans le livre de Domesday. En 1276, l'archevêque Robert Kilwardby acquis une charte pour un marché hebdomadaire, et cela marque probablement la fondation de Croydon comme un centre urbain. Au XVIe siècle, le manoir était devenu un palais substantiel, utilisé comme la principale résidence d'été des archevêques et visité par des monarques et d'autres dignitaires. Le palais original a été vendu en 1781, alors délabré et entouré de bidonvilles et mares stagnantes, aux dépens d'une nouvelle résidence, à proximité d'Addington, acheté à sa place. La plupart des bâtiments du Palais de Croydon d'origine survivent, et sont considérés aujourd'hui comme Old School Palace.
L'église paroissiale (aujourd'hui Croydon Minster) est une église de style gothique perpendiculaire, rénové en 1849, mais détruite par un incendie en 1867, après quoi seule la tour, porche sud, et les murs extérieurs sont restés. Une nouvelle église a été conçue par Sir George Gilbert Scott, l'un des plus grands architectes de l'époque victorienne, et inaugurée en 1870. L'Église paroissiale de Croydon est le lieu de sépulture de six archevêques de Canterbury : John Whitgift, Edmund Grindal, Gilbert Sheldon, William Wake, John Potter et Thomas Herring. Historiquement, Croydon faisait partie du diocèse de Canterbury, Croydon est maintenant dans le diocèse de Southwark.
Addington Palace est un manoir de style palladien entre Addington Village et Shirley, dans le quartier londonien de Croydon. Six archevêques y vivaient entre 1807 et 1898, quand il a été vendu. Entre 1953 et 1996, elle était la maison de la Royal School of Church Music. Il est maintenant un lieu de conférence et de banquet.
Croydon était une destination de loisirs dans le milieu du XIXe siècle. En 1831, l'un des architectes les plus éminents de l'Angleterre, Decimus Burton, a conçu un spa et plaisance jardins ci-dessous Beulah Hill et hors de ce qui est maintenant Spa Hill, dans un bol de terre sur le côté orienté vers le sud de la colline autour d'une source d'eau ferrugineuse. Burton était responsable des plans du Spa Hôtel Beulah (démoli vers 1935) et de la mise en page de ses motifs. Son titre officiel était The Royal Beulah Spa and Gardens. Le spa ferme en 1856, peu après l'ouverture à proximité du Crystal Palace. Le Crystal Palace a été reconstruit sur Sydenham Hill à 1854, à la suite de son succès à l'Exposition universelle de Hyde Park. Il a été détruit par un incendie en 1936. 

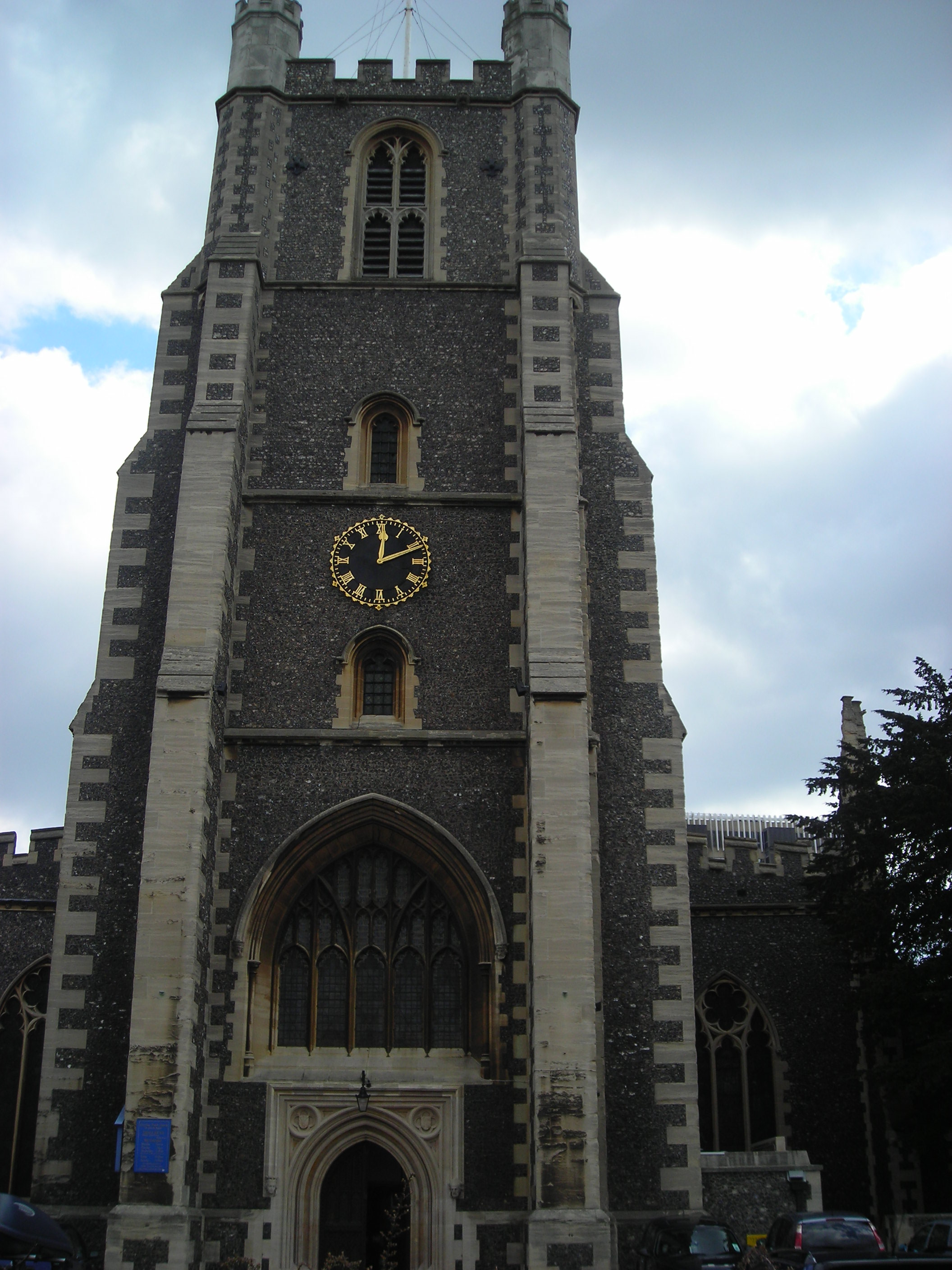
Croydon Parish Church.

Les courses hippiques dans la région ont aussi eu lieu à l'occasion, notamment lors des visites de la reine Élisabeth Ire à l'archevêque. Des réunions régulières se sont établies d'abord sur une course à Park Hill en 1860 et à Woodside en 1866, où de bons prix ont été offerts pour les courses se déroulant en vertu des règles du National Hunt. Dans ce domaine, le prestige de Croydon a été le deuxième à celui de Aintree, la maison du prix Grand National. L'augmentation de l'opposition locale avec la présence de turfistes prétendument indisciplinés, couplés avec la nécessité d'obtenir une licence de l'autorité locale qui a conduit à ce que le prix soit fermé en 1890.
Les Whitgift Almshouses élisabéthaines à l'Hôpital de la Sainte-Trinité, dans le centre de Croydon à l'angle de North End et George Street, ont été érigés par l'archevêque John Whitgift. Il demanda et obtint la permission de la reine Élisabeth Ire d'établir un hôpital et une école à Croydon pour les « pauvres gens, démunis et impuissants » des paroisses de Croydon et Lambeth. La première pierre fut posée en 1596 et la construction a été achevée en 1599.
Menacé par divers plans de reconstruction et de projets routiers d'élargissement, les Hospices ont été sauvés en 1923 par l'intervention de la Chambre des lords. Le 21 juin 1983 la reine Élisabeth II a visité le Almshouses et a dévoilé une plaque célébrant la reconstruction récemment achevé de l'immeuble. Le 22 mars de chaque année la pose de la première pierre est commémoré comme la Journée du Fondateur.
La Grade II of West Croydon Baptist Church a été construite en 1873 par J Theodore Barker. C'est un bâtiment en briques rouges avec des pansements de pierre. Ses trois baies sont divisés par des pilastres doriques jumelés soutenant une frise de triglyphes et parapet lambrissée. 
L'église paroissiale de Saint-Michel et tous les anges de JL Pearson à West Croydon a été construit entre 1880 et 1885, et est classé Grade I.

## La révolution industrielle et le chemin de fer
Le développement de Brighton comme une station à la mode dans les années 1780 a augmenté l'importance du rôle de Croydon comme une halte pour les diligences sur la route au sud de Londres. Au début du XIXe siècle, Croydon est devenu le terminus de deux liens pionniers de transport commerciaux avec Londres. Le premier, ouvert en 1803, était le Surrey au chemin de fer hippomobile de Wandsworth, qui, en 1805 a été étendu à Merstham. Le second, ouvert en 1809, était le Canal Croydon, qui bifurque le Grand Canal à Surrey Deptford. Le London and Croydon Railway (un chemin de fer atmosphérique à vapeur) ouvre entre le pont de Londres et West Croydon en 1839, en utilisant une grande partie de la route du canal (qui avait fermé en 1836). 
L'arrivée du chemin de fer et des autres communications avance dans le XIXe siècle ce qui conduit à une augmentation de 23 fois la population de Croydon entre 1801 et 1901. Cette expansion rapide de la ville a conduit à des problèmes de santé considérables, en particulier dans le quartier ouvrier humide et surpeuplé de la vieille ville. En réponse à cela, en 1849 Croydon est devenu l'une des premières villes dans le pays à acquérir un conseil local de santé. Le Conseil construit des infrastructures de santé publique, notamment un réservoir, un réseau d'approvisionnement en eau, des égouts, une station de pompage et des travaux d'assainissement.
La station de pompage de la rue Surrey a été construite en quatre phases. À commencer par la maison de moteur en 1851, avec une autre maison de moteur en 1862, une nouvelle extension en 1876-1877 pour loger un moteur horizontal composé et une nouvelle extension en 1912.

## XXIesiècle
Le 5 février 2021, une série d'attaques au couteau est survenues. Un homme a été tué et dix personnes ont été blessées. Ces crimes sont nommés sous la forme, les attaques au couteau de Croydon.

## L'aéroport de Croydon
L'aéroport fonctionne de 1920 à 1959.
Durant l'entre-deux-guerres, il est le principal aéroport et le seul aéroport international) de Grande-Bretagne.
Pendant la Seconde Guerre mondiale, l'aéroport devient un aérodrome d'avions de guerre, rendu à son activité civile en 1946.

## Personnalités liées à Croydon

### Archevêques de Canterbury
- George Abbot (1562-1633) y est mort.
- William Laud (1573-1645) y a habité.
- Gilbert Sheldon (1598-1677) y a habité, et est enterré dans l'église de la ville.
- John Whitgift (c.1530-1604) y a habité, et est enterré dans l'église de la ville.

### Autres
- Adrian Parker (1951-), champion olympique de pentathlon par équipe, y est né.
- Alfred Barnard (1837-1918) y est décédé.
- Angela Flowers (1932-2023), marchande d'art, y est née.
- Anne Clark (1960-) y est née.
- Dan Stevens (1982-) y est né.
- David Lean (1908-1991) y est né.
- Des'ree (1968-), y est née.
- Diane Pearson (1931-2017), y est née.
- Faridah Àbíké-Íyímídé (1998-), romancière, y est née.
- Jacqueline Caurat (1927-2021) y est née.
- Karl Popper (1902-1994), y est décédé.
- Kate Moss (1974-) y est née.
- Kirsty MacColl (1959-2000) y est née.
- Kit Connor (2004-), acteur britannique y est né.
- Nigel Reo-Coker (1984-) y est né.
- Rosalind Nashashibi (1973-), artiste anglo-palestinienne, y est née.
- Roy Hodgson (1947-), entraineur de football
- Shena Simon (1883-1972), personnalité politique, y est née.
- Simon Phillips (1934-2013) y est né.
- Stormzy (1993-), rappeur anglais y est né.
- Edward Woodward (1930-2009), acteur, y est né
- Lola Young, chanteuse, y est née.